# Контокоррентный счёт
Контокоррент (от ит. conto - счет, corrente -текущий):
1. Единый счёт, на котором фиксируются все операции банка с клиентом и на котором учитывается взаимная задолженность банка и клиента. Контокоррент сочетает в себе ссудный счёт с текущим и может иметь дебетовое или кредитовое сальдо.
2. Активный счёт, открываемый физическими и юридическими лицами своим постоянным клиентам для взаимных расчётов по совершаемым между ними сделкам.